# Священные сосуды

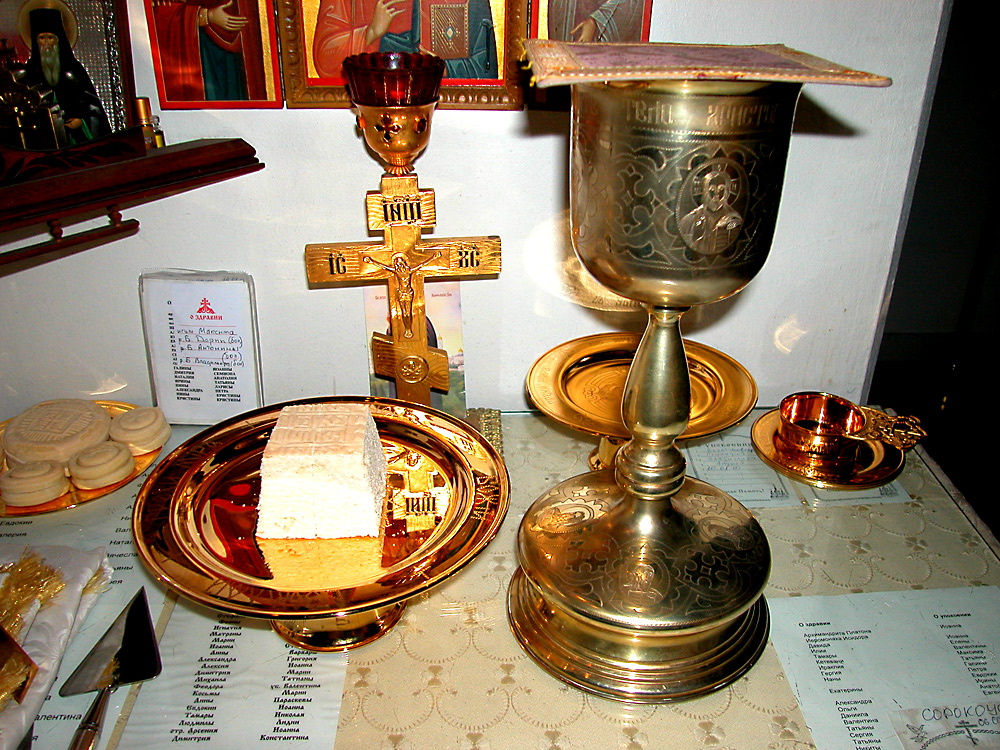

Свяще́нные сосу́ды (литургические сосуды) — общее название предметов церковной (священной) утвари, применяемых в христианском богослужении, в первую очередь — во время таинства евхаристии. 
Некоторые из церковных сосудов не являются «сосудами» в собственном смысле слова — например, лжица (то есть ложка). Каждому священному (церковному) сосуду придаётся глубокий символический смысл.

## Описание
Священные (церковные) сосуды могут изготавливаться из дерева или металла, в древности они бывали деревянные и стеклянные, глиняные и каменные, медные и оловянные. Нередко они украшались драгоценными камнями, поэтому многие из них представляют собою значительную ювелирную и  художественную ценность. Правила апостольские (прав. 73) упоминают о сосудах золотых и серебряных. В православной церкви издавна принято за правило (см. «Учительное известие» в конце Служебника), чтобы потир, дискос, звездица и лжица были устроены из золота и серебра, или, по крайней мере, из олова, но не из дерева или стекла, или меди; чтобы дарохранительница также была золотая или серебряная, а копие — железное. Для прочих сосудов материал строго не определён.
«Чи́нъ бл҃гослове́нїѧ и҆ ѡ҆сщ҃е́нїѧ сосꙋ́дѡвъ слꙋже́бныхъ: сі́есть ді́скоса, ча́ши, ѕвѣзди́цы и҆ лжи́цы, съ тремѧ̀ и҆́хъ покро́вцы, предложе́нныхъ вкꙋ́пѣ» находится в Требнике. После освящения к священным сосудам могут прикасаться только священнослужители. Поэтому священные сосуды поддерживаются в чистоте и исправности самими священнослужителями. После литургии их помещают в специальные чехлы или коробки и хранят либо в специальной полости внутри жертвенника, либо в каком-либо шкафу, доступном только для священнослужителей. Для хранения священных сосудов издревле устраивалось особое помещение в храмах (сосудохранительница, σχευοφυλαχιον), находившееся под надзором диаконов или других поставленных для того лиц.
Священные сосуды имеют такую же древнюю историю, как и само христианское богослужение. «Важнейшую часть христианского богослужения всегда составляли таинства, а для их совершения, равно как и для других священнодействий, необходимо нужны были некоторые сосуды. Эти сосуды первоначально заимствованы были из быта обыкновенного; но, быв однажды посвящены на служение Богу, они становились уже священными и не могли быть обращены на обыкновенное употребление. Только в одном случае дозволялось отдавать драгоценные церковные сосуды в общее употребление: когда не было никаких других средств к выкупу пленных или к вспоможению бедным во время голода. Но и в этом случае сосуды, по большей части, переливались, и таким образом отдавался в употребление металл, а не сами сосуды».

## Список священных сосудов в Православной церкви
Энциклопедия Брокгауза и Эфрона перечисляет 7 предметов («под именем священных сосудов по преимуществу разумеются, во-первых, сосуды, употребляемые при совершении таинства евхаристии, как-то потир, дискос, звездица, лжица, копие и дарохранительница; во-вторых, сосуд для хранения св. мирра»). Затем энциклопедия уточняет, что «в более общем смысле „священными“ называются все сосуды и вещи, употребляемые при священнодействиях православной церкви», однако об этом см. статью Церковная утварь.
В православии к священным (литургическим) сосудам относятся:
| Наименование      | Иллюстрация | Назначение |
| ----------------- | ----------- | --- |
| Дароносица        |             | Переносная дарохранительница для ношения запасных Святых даров; используется для осуществления таинства Причастия вне храма (например, на дому тяжелобольных и умирающих людей) |
| Дарохранительница |             | Сосуд в форме храма, устанавливаемый на престоле, внутри которого хранятся запасные Святые Дары, употребляемые для причащения                                                   |
| Дискос            |             | Блюдо на ножке с изображением младенца Иисуса, лежащего в яслях, на котором освящают часть просфоры — так называемого Агнца во время литургии. Поверх него ставится звездица.   |
| Звездица          |             | Две металлические дуги, соединенные в центре, поставляется на дискос для поддержания покровца над Святыми Дарами и частицами, вынутыми из просфор. Ставится поверх дискоса.     |
| Копие             |             | Обоюдоострый нож (резец) с треугольным лезвием. Большим копием вырезается и дробится Евхаристический Агнец, малым — на проскомидии вынимаются частицы из просфор                |
| Лжица             |             | Ложечка, с которой причащают православных монашествующих, церковнослужителей и мирян.                                                                                           |
| Потир             |             | Чаша, в которую вливается вино, пресуществляемое в Кровь Христову |
|                   |             | |

Также упоминают Ковш разливной (для вливания евхаристической Крови Христовой в другие потиры), Чаша для святых частиц (накрываемая крышкой чаша для хранения частиц, вынутых из просфор за день или за несколько дней до полной литургии), Сосуд для преждеосвященных даров (для хранения преждеосвященных даров), Блюдо для приготовления и раздробления Агнца (деревянные или металлические тарелочки, на которых вырезается и раздробляется Евхаристический Агнец).
Блю́да и корцы́ (ковши́) для теплоты́ и запи́вки, входящие в евхаристический набор, не считаются священными сосудами, поэтому ими часто пользуются пономари.